# مستشفى هيلل يافه
مُسْتَشْفَى هِيلِل يَافِه (بالعبرية: המֶרְכָּז הרִפּוּאֵי הִלֵּל יָפֶה هَمِرْكَاز هَرِفُوئِي هِيلِل يَافِه، بمعنى: المَرْكَز الطِبِّيّ هِيلِل يَافِه) هو مستشفى حكومي يقع عند المدخل الغربي لمدينة الخضيرة شمالي إسرائيل. يخدم المستشفى حوالي 450 ألف مواطن في المنطقة المُمتدة من زخرون يعقوب شمالًا إلى نتانيا جنوبًا، ومن ساحل البحر الأبيض المتوسط غربًا إلى كفر قرع شرقًا. سُمي المستشفى بهذا الاسم نسبةً إلى هيلِل يافِه، الطبيب الذي خدم المستوطنات في المنطقة خلال الهجرة اليهودية الأولى إلى فلسطين. يضم المستشفى حاليًا 552 سريرًا لاستيعاب المرضى.
يعمل في المستشفى مجموعة متنوعة من الأطباء والممرضين، عرب ويهود، أصحاب الجذور الأصلية ومهاجرين. وبالمثل، يعكس المرضى تنوع سكان المنطقة، حيث يخدم المستشفى مواطنين يهود وعرب من المدن والقرى والمناطق الريفية، وكذلك المهاجرين. يعكس المستشفى بذلك مثالًا على التعايش السلمي بين العرب واليهود، واستيعاب المهاجرين من الاتحاد السوفيتي وإثيوبيا وغيرها.

## تاريخ

### الانتداب البريطاني
في عام 1934، تأسس أول مستشفى في الخضيرة تحت اسم "مستشفى الخضيرة"، واحتوى على 18 سريرًا. أسسه الدكتور يوليوس يتسحاق روزنبوش والدكتور تسفي هوشفتاين بعد هجرتهما إلى فلسطين في نفس العام. خلال الحرب العالمية الثانية، استولى الجيش البريطاني على المستشفى، مما ترك سكان الخضيرة بدون مرفق صحي. في بداية عام 1947 –بعدما أفرغ الجيش المستشفى– تم تحويله إلى مستشفى ولادة بسعة 30 سريرًا، وكان يُديره صندوق المرضى كلاليت. بعد قيام دولة إسرائيل توجه ممثلو مجلس الخضيرة إلى وزارة الصحة وطالبوا الحكومة بالمساعدة في إنشاء مستشفى عام في الخضيرة ليخدم منطقة السامرة "هشومرون".

### تأسيس المستشفى

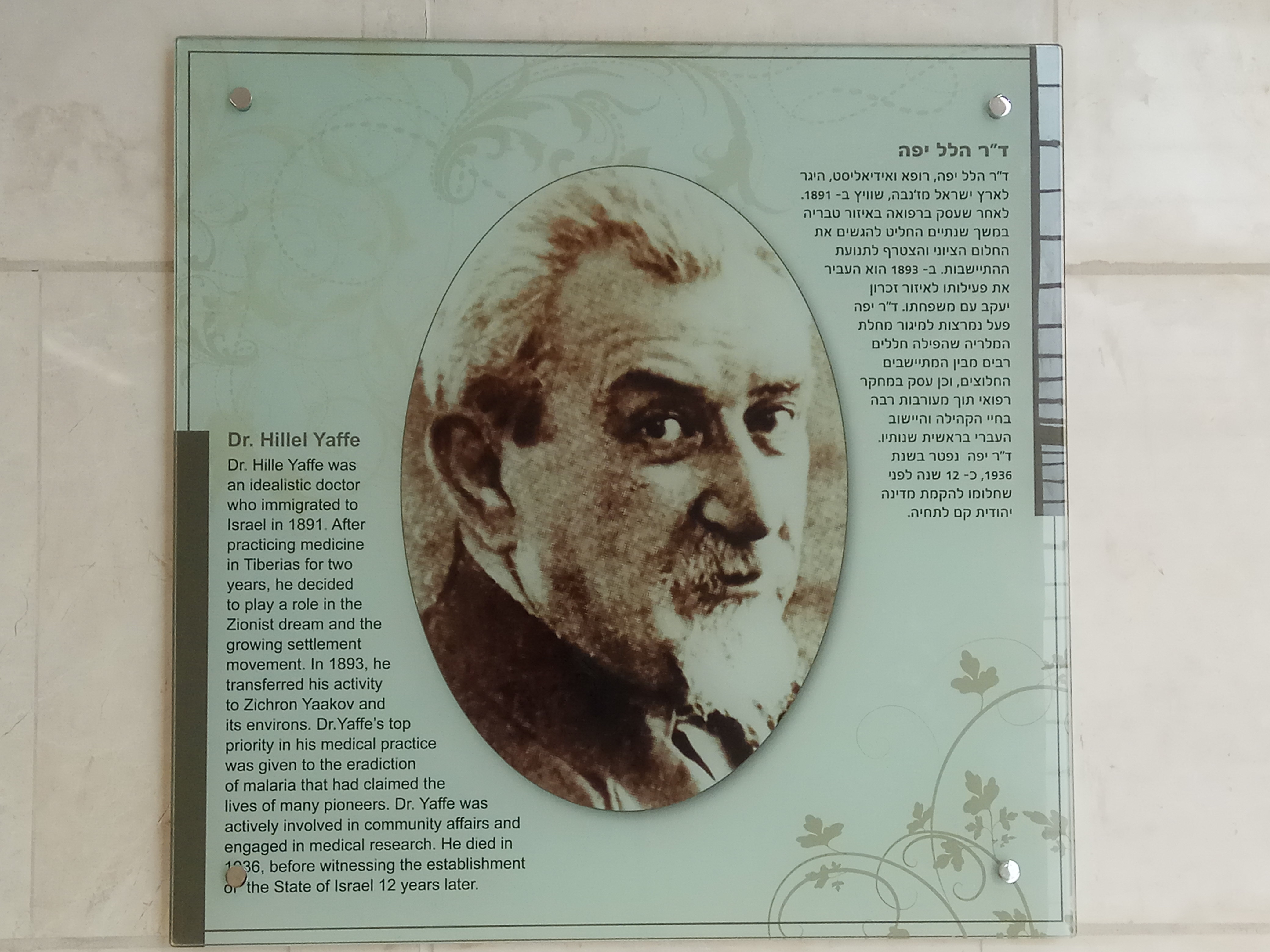
لوحة تذكارية للطبيب هيلِل يافِه في المستشفى.

في عام 1952، أطلق صندوق المرضى كلاليت مبادرة لإقامة مستشفى في حي بيت إليعازر، ورغم دعم البلدية، تأخرت الجهود بسبب مشكلات أمنية تتعلق بالموقع. بعد فترة، أعلن مدير عام وزارة الصحة، شمعون بطيش، أن الدولة تنوي بناء مستشفى في المدينة. قررت البلدية إعطاء الأفضلية لاقتراح وزارة الصحة على اقتراح صندوق المرضى.
في عام 1954، بدأت وزارة الصحة ببناء مستشفى في الخضيرة، إلا أن عمليات البناء توقفت في مراحلها الأولى. نتيجةً لهذا، قررت البلدية تطوير مستشفى الولادة التابع لصندوق المرضى كلاليت. ادعى رئيس البلدية، يتسحاق فيديركار، أن سبب التأخير هو انسحاب وزارة الصحة بسبب صعوبات في الميزانية، واللجوء إلى صندوق المرضى كان لعدم وجود خيار آخر. لكن مصادر يمينية زعمت أن التجميد جاء بسبب الضغوط التي وجهها صندوق المرضى كلاليت الذي طلب إقامة المستشفى في المنطقة.
في نهاية عام 1957، قرر صندوق المرضى كلاليت تولي بناء المستشفى وبدء العمل على إنشاء قسم الولادة في ظل تراجع الحكومة عن نيتها بناء المستشفى. وبعد ذلك مباشرةً، أعلنت الحكومة، في فبراير 1958، أنها ستبني المستشفى وستضم جناحًا كبيرًا للولادة. في النهاية اُفتتح المستشفى في مايو 1959، بالتزامن مع افتتاح قسم الأطفال في أكواخ سويدية ووُضِعَ حجر الأساس لمبنى قسم الولادة. سُمِّي المستشفى على اسم الطبيب هيلِل يافِه، وذلك كجزء من الجهود لتسمية المستشفيات بأسماء الأطباء البارزين من تاريخ الشعب اليهودي.

## الموقع

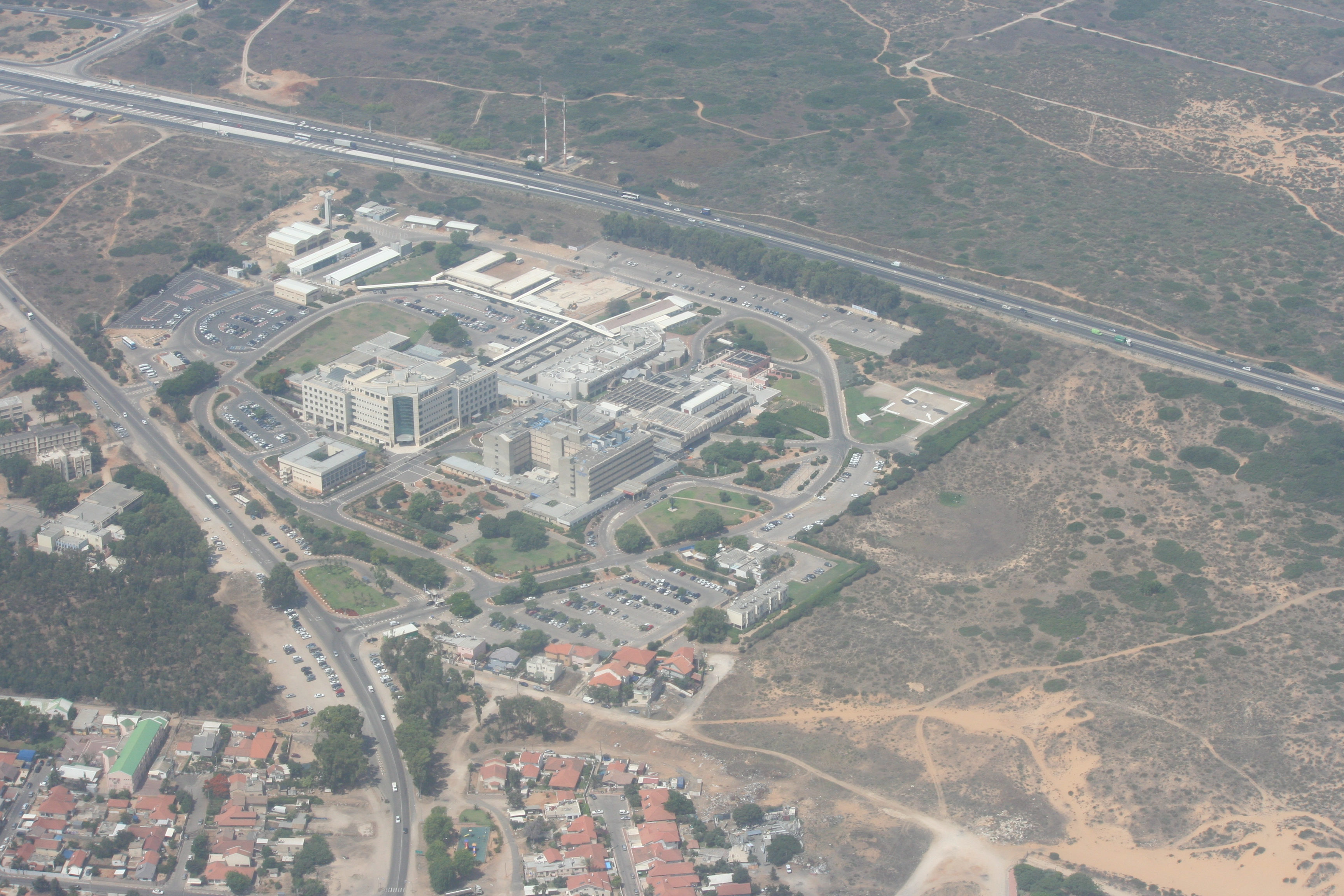
اتجاه الشمال: المستشفى من الجو.
المبنى الأكبر ذو الواجهة العمودية الخضراء هو مبنى الاستشفاء ب. على يمينه يوجد المبنى المركزي. بينهما باتجاه الطريق الساحلي يوجد مبنى المعاهد. جناح الولادة ملاصق تمامًا لمبنى الاستشفاء ب، من خلفه. المبنى المربع شرق مبنى الاستشفاء ب هو مدرسة التمريض.

يقع المستشفى في الجهة الغربية من الخضيرة على ارتفاع 20 مترًا تقريبًا فوق سطح البحر، ويبعد حوالي 1.5 كيلومترًا عن البحر الأبيض المتوسط. يحده من الجهة الغربية الطريق السريع 2 (الطريق الساحلي "كْڤِيش هَحُوف")، ومن الجهة الشمالية منطقة غير مطورة من الكثبان الرملية، ومن الجهتين الجنوبية والشرقية المنطقة المبنية من المدينة. يمر شارع السلام "هَشَلُوم" على طول أراضِ المستشفى.

## المباني
تتوزع أنشطة المستشفى على عدة مباني:
- المبنى المركزي، (بالعبرية: המבנה המרכזי "همفنيه همركزي"): صممه المهندس المعماري إيليا بيلزيتزمان، واُفتتح في عام 1980. إلى الشمال منه وأمام مدخل قسم الطوارئ؛ تقع منحوتة "الاسترخاء" للبروفيسور رافي كَرَاسُو المُتخصص في طب الأعصاب، والمدير السابق لهذا القسم، ولعيادة "الألم"، وهو المدير الحالي لعيادة الطب التكميلي.[18]
- مبنى المعاهد، (بالعبرية: בניין המכונים "بنيان همخونيم"): صممه المهندس المعماري آليكس شوحط.
- مبنى الاستشفاء ب، (بالعبرية: בניין אשפוז ב' "بنيان إشبوز ب"): تم افتتاحه في سبتمبر 2010. يحتوي المبنى على حوالي 286 سريرًا. بفضل افتتاحه، ازداد عدد الأسرة في المستشفى إلى 495 سريرًا، وساهم أيضًا في توسيع العديد من الأقسام الموجودة. كما واُفتتح قسم طب باطني جديد (القسم الباطني د)، وتمت إضافة ثلاث غرف عمليات جديدة إلى الثماني الموجودة بالفعل.[19]
- مبنى قسم الولادة، (بالعبرية: בניין מחלקת יולדות "بنيان محليكت يولدوت"): جُدد هذا المبنى من الأساس في 2016 - بما فيه غرف الولادة وقسم الأمهات والحضانة.[20]

## النشاط الأكاديمي

### مدرسة التمريض الأكاديمية

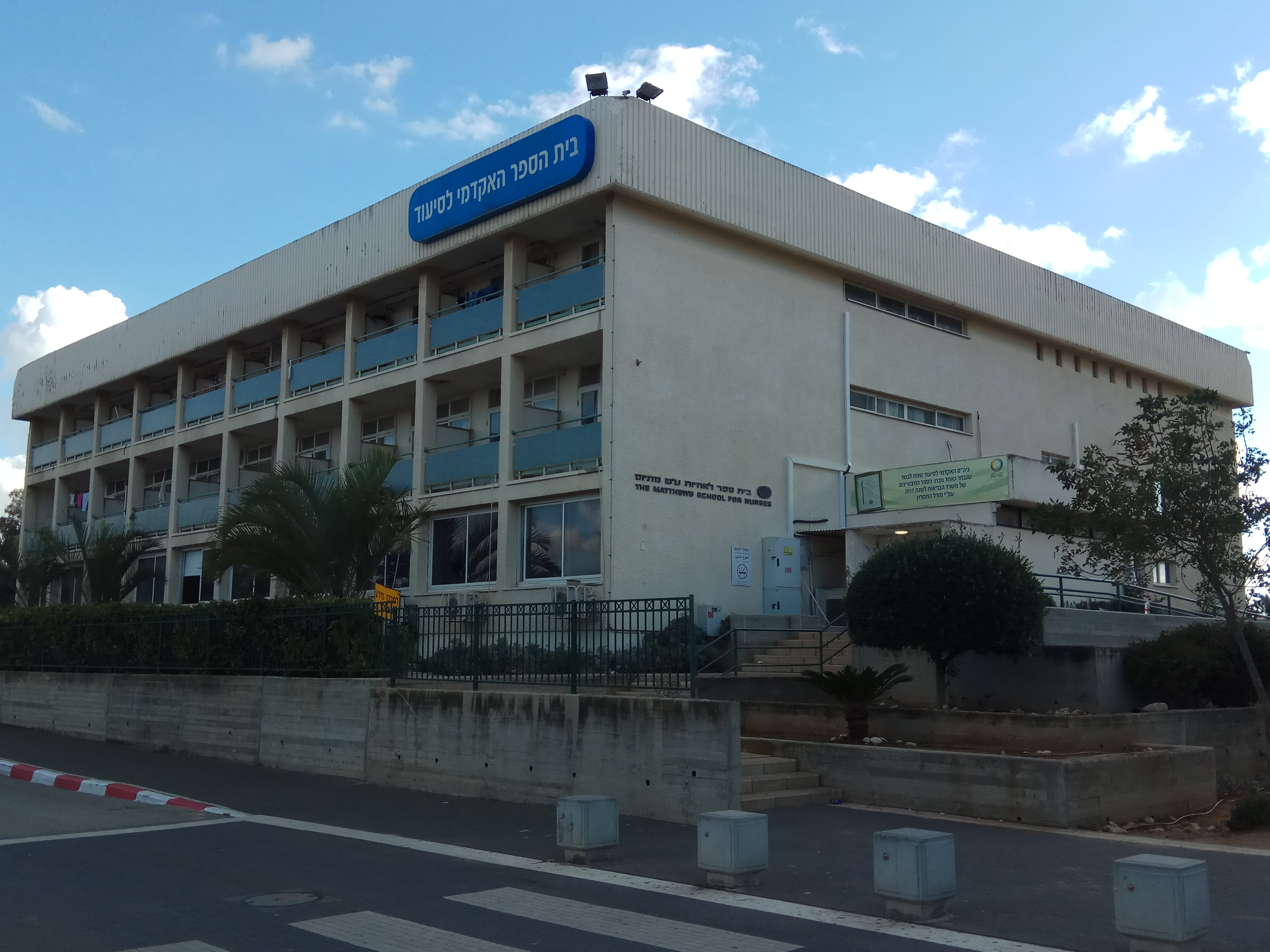
مدرسة التمريض الأكاديمية في المستشفى

في عام 1967 أُقيم في المستشفى مدرسة أكاديمية للتمريض على اسم بات ماثيوس. وافتتح أول مساق للتمريض في نوفمبر من نفس العام. ومنذ ذلك الحين وحتى اليوم قامت المدرسة بتدريب المئات من الممرضين والممرضات المؤهلين الذين يعملون في مختلف المراكز الصحية في جميع أنحاء البلاد. يدرس حاليًا في المدرسة نحو 285 طالبًا. جميع معلمي المدرسة هم من المهنيين ذوي الخبرة، الحاصلين على تدريب أكاديمي عالٍ في مجالات التمريض والطب والمهن الصحية والعلوم الحياتية والاجتماعية، والذين يرافقون الطلاب شخصيًا أثناء دراستهم.
في عام 2000، أصبحت المدرسة تابعة لقسم التمريض في كلية المهن الصحية في جامعة تل أبيب. الطلاب الذين ينهون برنامج الدراسة الأكاديمية بنجاح يحصلون على درجة البكالوريوس في التمريض من جامعة تل أبيب، ويتأهلون للتسجيل كممرضين بعد اجتياز الامتحان الحكومي. في عام 2009، حازت المدرسة على شهادة ISO 9001/2008 من معهد المعايير الإسرائيلي وذلك عن التدريب المهني الذي توفره لطلاب التمريض ولمساهمتها في تعزيز مهنة التمريض.
لدى المدرسة مجموعة متنوعة من البرامج الدراسية: برنامج الدراسات العليا في التمريض من جامعة تل أبيب، برنامج تحويل الأكاديميين، برنامج من 7 وحدات ومركز إثراء للممرضين والممرضات المؤهلين. أدار المدرسة حتى اليوم أربعة مدراء: من 1967 وحتى 1975 السيدة تمار إلشتاين، من 1976 وحتى 2005 السيدة نيرا إيشيل، من 2005 وحتى سبتمبر 2010 السيدة جيئولا بونشتاين، ومن أكتوبر 2010 وحتى اليوم الدكتورة ميراف بن ناتان.

### كلية الطب باروخ رابابورت
يقوم المستشفى بنشاطات أكاديمية تشمل التعاون مع كلية الطب "باروخ رابابورت" في معهد التخنيون بحيفا. حيث يُقدم المستشفى فعاليات منتظمة للطلاب في الوظائف الإكلينيكية الرئيسية، وينعكس هذا التعاون في التعيينات الأكاديمية لأطباء المستشفى، وفي برامج البحث المتنوعة. عدد كبير من أقسام المستشفى مصرحة من قبل المجلس العلمي للجمعية الطبية الإسرائيلية كاختصاص كامل، وفي كل سنة يقوم المستشفى باستقبال متخصصون جدد في شتى المجالات.

## الأقسام والوحدات
يضم المستشفى مجموعة من الأقسام والوحدات وهي:
| - جراحة المسالك البولية - جراحة العظام أ - جراحة العظام ب - طب الغدد الصم والسكري - أنف وأذن وحنجرة - الاستشفاء النهاري - وحدة الإخصاب وتقنيات التلقيح بالمساعدة - غرف التخدير والعمليات - العناية المركزة العامة - العناية المركزة للقلب | - طب الأطفال العام - طب حديثي الولادة - جراحة تجميلية - جراحة أ - جراحة ب - جراحة الأطفال - جراحة الأوعية الدموية - قسم الطوارئ - طب الجهاز العصبي | - طب التوليد والنسائيات - طب العيون - الطب الباطني أ - الطب الباطني ب - الطب الباطني ج - الطب الباطني د - الطب النفسي - قسطرة القلب - إعادة التأهيل |

## المعاهد والعيادات
- الجهاز الهضمي والكبد[49]
- نمو وتطور الأطفال
- الكلى وفرط ضغط الدم[50]
- الأشعة[51]
- القلب
- الأمراض[52]
- الصحة الجنسية
- الدم[53]
- الجلد
- الطب الشمولي (البديل)[54]
- الصحة النفسية

## نقاط بارزة

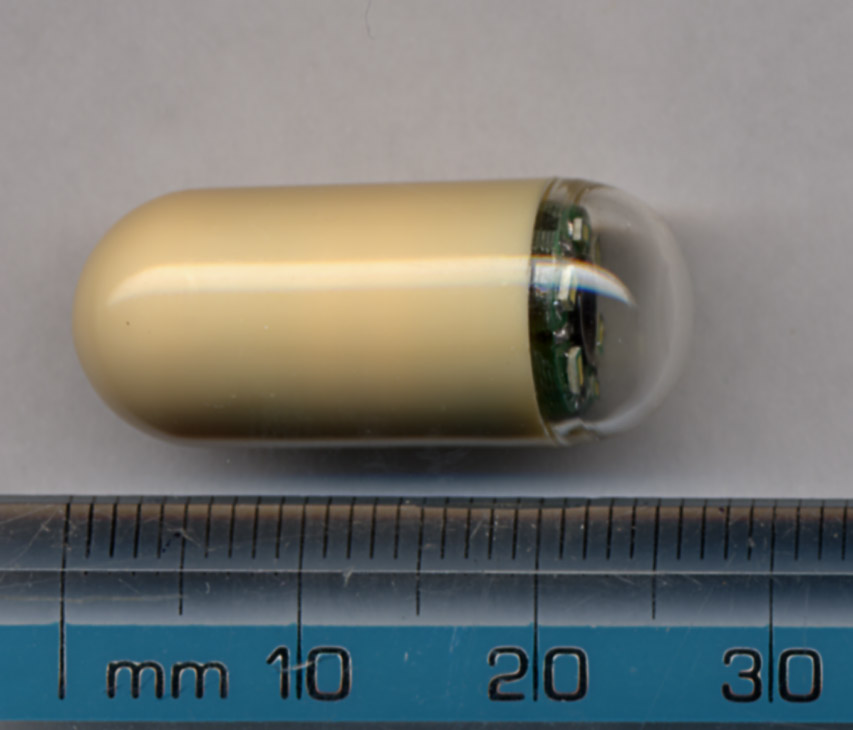
المنظار الكبسولة

- البروفيسور تسفي فيرمان، مدير معهد أمراض الجهاز الهضمي والكبد من عام 1992 وحتى 2014. كان شريكًا في تطوير التنظير الكبسولي،[55] وهي طريقة تستخدم كاميرا لاسلكية صغيرة بحجم كبسولة الدواء لالتقاط صور للسبيل الهضمي، مما يُساعد الأطباء على رؤية داخل الأمعاء الدقيقة التي لا يُمكن الوصول إليها بسهولة من خلال إجراءات التنظير التقليدية.[56]
- الدكتورة عنات يافِه، مديرة وحدة الغدد الصم منذ عام 1998 وحتى اليوم. هي شريكة في مشروع التثقيف الصحي والتغذية السليمة "تني بريئوت" بين أبناء الجالية الإثيوبية.[57]
- وحدة الإخصاب خارج الرحم في المستشفى هي الأولى في إسرائيل التي حصلت على تصريح من وزارة الصحة لإجراء طريقة IVF - إنضاج البويضات في المختبر تحت ظروف المختبر. كما كانت الوحدة الأولى في إسرائيل (عام 2012) التي تم فيها إجراء عملية تبرع بالبويضات من مجهولة وفقًا لقانون التبرع بالبويضات في إسرائيل.[58]
- وحدة القسطرة في معهد القلب، من الأوائل في إسرائيل التي قامت بالقسطرة الوريدية (ابتداء من عام 2007).
- التصوير (الأشعة السينية)، تم افتتاح معهد للتصوير بالرنين المغناطيسي MRI بجهاز مخصص وطاقم عمل محترف.[59]
- قسم الطوارئ، خلال زيارة وزير الصحة إلى المستشفى في يوليو 2016، صرح أنه خلال عامين سيتم إنشاء قسم طوارئ محمي في مبنى جديد.

## الإدارة
في عام 1963، تولى الطبيب أفرهام باري إدارة المستشفى. وفي عام 1965 أدارهُ الطبيب حايموف. وفي عام 1974، تم تعيين الطبيب يهودا فلافنيك للإشراف على إدارته. في الثمانينيات تسلم إدارته الطبيب شموئيل موشياخ. وفي الفترة من 1989 وحتى 2015، شغل مئير أورن هذا المنصب. منذ عام 2016 وحتى الوقت الحالي، يدير المستشفى الطبيب ميكي دودكيفيتش.

### معلومات
1. ↑  يُقصد بكلمة استشفاء هو الإقامة في المستشفى في القسم المخصص لاستيعاب المرضى وإبقائهم لفترة من الوقت لغرض الإشراف الطبي والفحص و/أو العلاج، حيث تتوفر الغرف والطاقم والمعدات اللازمة لذلك.
2. ↑  لواء السامرة أو لواء نابلس هو أحد ألوية فلسطين أثناء الانتداب البريطاني، وكان يشمل الخضيرة ونتانيا ومستوطنات سهل الشارون. اليوم يُشير هذا الاسم إلى الجزء العلوي من الضفة الغربية.
3. ↑  في الخمسينيات، وصلت إلى إسرائيل أكواخ من السويد، ومن هنا جاء اسم "الكوخ السويدي". كانت مزايا هذه الأكواخ هي سرعة وسهولة تركيبها.